# Лямчай
Лямчай (тат. Ләмчәй) — деревня в Вагайском районе Тюменской области, входит в состав сельского поселения Тукузское.

## География
Недалеко от деревни протекает река Елбаш. Автобусное сообщение.

## Население
| 2010 |
| ---- |
| 33   |